# Antoine-Xavier Maynaud de Pancemont
Antoine-Xavier Maynaud de Pancemont (Digoin, 6 agosto 1756 – Vannes, 14 marzo 1807) è stato un vescovo cattolico francese.

## Biografia
Terzo di sei figli, la sua vocazione fu contrastata dai famigliari ma riuscì comunque ad entrare nel seminario di Autun, gestito dai sulpiziani, e poi in quello di Parigi. Fu ordinato prete nel 1781 e nel 1784 ottenne il dottorato in teologia.
Yves-Alexandre de Marbeuf, ministro della Feuille des Bénéfices di Luigi XV, nel 1784 ne fece il suo vicario generale per la diocesi di Autun.
Nel 1788 divenne parroco di Saint-Sulpice a Parigi.
Fu costretto a lasciare la Francia per essersi rifiutato di prestare il giuramento di fedeltà alla Costituzione nel 1791: dopo una permanenza a Bruxelles, tornò in patria dove visse in clandestinità fino al 1795. Fu nuovamente costretto a espatriare nel 1797 e poté tornare in Francia dopo la promulgazione della Costituzione dell'anno VIII.
Fu uno dei quattro delegati francesi che discusse il concordato del 1800 con la Santa Sede.
Nel 1802 fu eletto vescovo di Vannes e nel 1804, con Marie-Louise de Lamoignon, vi fondò le Suore della carità di San Luigi.
Presenziò, con gli altri vescovi concordatari, all'incoronazione di Napoleone.
Rapito e tenuto in ostaggio per un giorno da una banda di briganti nel 1806, non si riprese mai completamente dall'episodio drammatico e morì per un colpo apoplettico l'anno successivo.

## Genealogia episcopale e successione apostolica
La genealogia episcopale è:
- Cardinale Scipione Rebiba
- Cardinale Giulio Antonio Santori
- Cardinale Girolamo Bernerio, O.P.
- Arcivescovo Galeazzo Sanvitale
- Cardinale Ludovico Ludovisi
- Cardinale Luigi Caetani
- Cardinale Ulderico Carpegna
- Cardinale Paluzzo Paluzzi Altieri degli Albertoni
- Papa Benedetto XIII
- Papa Benedetto XIV
- Papa Clemente XIII
- Cardinale Giovanni Battista Caprara Montecuccoli
- Vescovo Antoine-Xavier Maynaud de Pancemont

La successione apostolica è:
- Arcivescovo Irénée-Yves Desolle (1802)
- Vescovo Jean-Baptiste Colonna d'Istria (1802)
- Vescovo Jean-Eléonor Montanier de Belmont (1802)
- Vescovo Jean Jacoupy (1802)
- Vescovo Charles Mannay (1802)